# Clara de Solà-Morales
Clara de Solà-Morales Serra (Barcelona, 1975)  es una arquitecta catalana  titular del estudio clarasolamorales y profesora asociada de proyectos en la Escuela Técnica Superior de Arquitectura de Barcelona, ETSAB.

## Primeros años
Clara de Solà-Morales Serra nació en el seno de una familia de arquitectos. Su hermano mayor Pau, su padre Ignasi de Solà-Morales i Rubió, su tío Manuel de Solà-Morales i Rubió ambos nietos de Juan Rubió, y su abuelo Manuel de Solà-Morales i de Rosselló, fueron todos ellos arquitectos. Estudió arquitectura en la ETSAB y posteriormente se desplazó a Estados Unidos, donde cursó un máster en Diseño Arquitectónico por la Universidad de Harvard.
En el año 2003 funda en Nueva York,  junto con el arquitecto mexicano Eduardo Cadaval, a quien conoció mientras estudiaba en Harvard, el estudio arquitectónico Cadaval & Solà-Morales. En 2005 regresa a España, donde además ejercerá la docencia en la Universidad Rovira i Virgili, en Tarragona; y como profesora visitante del programa Barcelona de la Universidad de Calgary, habiendo desempeñado también el cargo de Jefa de estudios del Barcelona Institute of Architecture.

## Trayectoria profesional
Clara Solà-Morales intenta con su trabajo responder a los deseos de sus clientes, tratando de combinar la investigación y la obra artesanal, de forma que se mantiene un mayor control sobre el proyecto.
Desde la fundación de su estudio arquitectónico con Eduardo Cadaval, ha realizado desde comisiones privadas hasta concursos públicos, siendo su obra rigurosa, incidiendo en la materialidad.
Su estudio arquitectónico comenzó en Nueva York, pero, pese a que realizó un par de proyectos ahí, a partir del año 2005 decidieron reubicarse en Barcelona, por la existencia de una cultura de diseño, una relación fluida entre actividad profesional y academia, y por la posibilidad de participar en concursos públicos, aunque eso no supusiera que dejaran de realizar proyectos en el extranjero, sobre todo en México. Esta actividad constante en América los llevó a abrir una rama de la oficina en el DF, encargada de supervisar las obras en ese país.
Entre sus trabajos deben destacarse:
- la Casa X, Cabrils, Barcelona.[8]
- la Casa TDA, Puerto Escondido, Oaxaca, México.[9]
- la Casa Girasol, El Port de la Selva, Gerona.[10]

Su trabajo se puede ver en Estados Unidos, España y México, además ha realizado exhibiciones en Europa, como la IX Bienal Española de Arquitectura, la Bienal Barbara Capocchin en Italia, la exhibición del premio FAD o la Exhibición de Jóvenes Arquitectos Españoles, que organizaba el gobierno español.

## Reconocimientos
A lo largo de su carrera profesional Clara Solà-Morales ha recibido, junto a su socio, Eduardo Cadaval,  numerosos premios entre los que destacan:
- Bauwelt Prize (Múnich 2009).[12]
- Young Architects Prize del Instituto Catalán de Arquitectos (Barcelona, 2008)[13]
- Design Vanguard Award (Nueva York, 2008)[13]
- Medalla de plata en la XI Bienal de Arquitectura Mexicana (2010)[13]
- Premio Spotlight de la Rice Design Alliance de Houston en 2016.[14]